# Bertil Anders Lindblad
Bertil Anders Lindblad, född 1921 i Ann Arbor, USA, död 2010, var en svensk astronom verksam vid Lunds universitet som forskade huvudsakligen om meteorer. Han var son till professor Anders Lindblad och Viva Lundgren.
Lindblad blev bland annat känd för långvariga mätningar av meteorregnet perseiderna som han utförde delvis vid Onsala rymdobservatorium. 1976 drog han slutsatsen utifrån meteormätningarna att jordens atmosfär påverkas av solvinden.
Asteroiden 7331 Balindblad är uppkallad efter honom.